# Virgin the Series
Virgin the Series ist eine indonesische Miniserie, basierend auf dem Film Virgin: Ketika Keperawanan Dipertanyakan von Hanny Saputra aus dem Jahr 2004. In Indonesien fand die Premiere der Miniserie am 14. Januar 2022 als Hotstar Original auf Disney+ Hotstar statt. Im deutschsprachigen Raum erfolgte die Erstveröffentlichung der Serie am 1. März 2023 durch Disney+ via Star als Original.

## Handlung
Keke, eine beliebte Schülerin aus einem gutsituierten Haushalt, feiert ihren siebzehnten Geburtstag. Kurze Zeit später ist sie tot. Die Polizei geht zunächst von einem Selbstmord aus, aber Talita, die auf dieselbe Schule geht wie einst Keke, hat Zweifel an der These der Polizei. Sie ergreift die Gelegenheit und beschließt, einen Dokumentarfilm über die Ereignisse und ihre Hintergründe zu drehen. Damit schlägt Talita gleich zwei Fliegen mit einer Klappe. Einerseits kann sie so unauffällig Informationen über Keke, ihre Geschichte, ihren Hintergrund und ihr Umfeld sammeln, um die Ursachen für Kekes tragischen Tod zu ermitteln, andererseits möchte sie den Dokumentarfilm als Bewerbung für ein Stipendium im Bereich Journalismus einreichen. Talita wird dabei von ihren Freunden Raya, Bee und Faris unterstützt. Doch bald wird klar, dass alles viel prekärer und gefährlicher ist, als es von außen den Anschein hat. Männer, die sich an Mädchen und jungen Frauen vergreifen, Opfer, die keinen Ausweg mehr finden, und weitere Verbrechen, die im Verborgenen bleiben. Die Freunde unternehmen alles, um die Verbrechen ans Licht zu bringen und die Täter zu entlarven. Doch auch ihre Leben geraten mehr und mehr aus den Fugen, ebenso wie ihr Umfeld. Wird es ihnen gelingen, den Machenschaften ein Ende zu setzen und die Wahrheit ans Licht zu bringen, bevor noch mehr junge Menschen zu Opfern werden?

## Produktion
Die Dreharbeiten zur Serie fanden von Juni 2021 bis September 2021 in der Stadt Jakarta in Indonesien statt. Kharisma Starvision Plus, die Produktionsfirma hinter der Filmvorlage, war an der Umsetzung der Serienversion beteiligt. Bereits im Jahr 2005 entstand eine 36-teilige Serienadaption des Films für den Sender antv. Auch hier zeichnete Kharisma Starvision Plus für die Produktion verantwortlich.

## Besetzung und Synchronisation
Die deutschsprachige Synchronisation entstand nach den Dialogbüchern von Andreas Drost und David Göttfert sowie unter der Dialogregie von Andreas Drost durch die Synchronfirma Lavendelfilm in Potsdam.

### Hauptdarsteller
| Rolle                    | Schauspieler         | Synchronsprecher   |
| ------------------------ | -------------------- | ------------------ |
| Talita Arabella Adinatha | Adhisty Zara         | Daniela Molina     |
| Brianna „Bee“ Cita Yahya | Shalom Razade        | Anni C. Salander   |
| Raya Fitri               | Lutesha              | Melinda Rachfahl   |
| Carissa Rachman          | Carmela van der Kruk | Amelie Plaas-Link  |
| Faris Syahrir            | Panji Zoni           | Tobias Diakow      |
| Hiroshi Sucipta          | Alzi Marker's        | Sebastian Kluckert |
| Keiriko Senja            | Laura Theux          | Esra Vural         |
| Lukman Sanjaya           | Winky Wiryawan       | Philipp Engelhardt |
| Dilan Raza               | Irzan Faiq           | Oscar Räuker       |
| Linda Yahya              | Enditha              | Ulrike Stürzbecher |
| Djaya Sangadji           | Kiki Narendra        | Viktor Neumann     |
| David Jamal              | Rangga Nattra        | Sascha Krüger      |
| Banyu Arjuna             | Abun Sungkar         | David Kunze        |
| Rosa Mariana Sangadji    | Asty Ananta          |                    |

### Nebendarsteller
| Rolle                         | Schauspieler      | Synchronsprecher  |
| ----------------------------- | ----------------- | ----------------- |
| Hanneke „Keke“ Djaya Sangadji | Arla Ailani       |                   |
| Iptu Vita Firmansyah          | Della Dartyan     | Stefanie Masnik   |
| Wira Adinatha                 | Rizky Hanggono    | Steven Merting    |
| Mira Valida                   | Nova Eliza        | Katrin Zimmermann |
| Abbe                          | Abbe Rahman       |                   |
| Dio Alex Adinatha             | Gamaliel Eleazar  |                   |
| Cecil                         | Elmayana Sabrenia |                   |

### Episodendarsteller
| Rolle      | Schauspieler     | Synchronsprecher |
| ---------- | ---------------- | ---------------- |
| Fira       | Laras Sardi      | Anja Dorrer      |
| Psychologe | Uli Herdinansyah | Hans Hohlbein    |

## Episodenliste
| Nr. | Deutscher Titel            | Originaltitel             | Erstveröffentlichung (Indonesien) | Deutschsprachige Erstveröffentlichung (D/A/CH) |
| --- | -------------------------- | ------------------------- | --------------------------------- | ---------------------------------------------- |
| 1   | Die Partynacht             | Di Malam Pesta            | 14. Jan. 2022                     | 1. März 2023                                   |
| 2   | #sweet17giveaway           | Giveaway                  | 14. Jan. 2022                     | 1. März 2023                                   |
| 3   | Jeder hat ein Geheimnis    | Semua Orang Punya Rahasia | 21. Jan. 2022                     | 1. März 2023                                   |
| 4   | Eine Version der Wahrheit  | Kebenaran Versi Dia       | 28. Jan. 2022                     | 1. März 2023                                   |
| 5   | Folgen einer Mission       | Konsekuensi Sebuah Misi   | 4. Feb. 2022                      | 1. März 2023                                   |
| 6   | Es beginnt mit der Familie | Dimulai di Keluarga       | 11. Feb. 2022                     | 1. März 2023                                   |
| 7   | Nach Sonnenuntergang       | Setelah Senja             | 18. Feb. 2022                     | 1. März 2023                                   |
| 8   | Wer ist unschuldig         | Siapa Tak Salah           | 25. Feb. 2022                     | 1. März 2023                                   |
| 9   | Jemand muss es tun         | Harus Ada yang Melakukan  | 4. März 2022                      | 1. März 2023                                   |
| 10  | Die letzte Show            | Pertunjukan Terakhir      | 11. März 2022                     | 1. März 2023                                   |

## Musik
- „Options“ – Brokenboys
- „Honey, Baby“ – Grrrl Gang
- „All the Goodbye in the World“ – Monty Tiwa
- „Behind the Clouds“ (Cover) – Boodles und Jourdy Pranata
- „Kosong“ – Monty Tiwa
- „Tersenyum“ – Monty Tiwa